# 국립장애인도서관
국립장애인도서관(國立障礙人圖書館)은 「도서관법」에 따른 장애인에 대한 도서관서비스 지원업무를 분장하는 문화체육관광부의 소속기관이다. 2012년 8월 18일 발족하였으며, 서울특별시 서초구 반포대로 201에 위치하고 있다. 관장은 서기관으로 보하되, 임기제공무원으로 보할 수 있다.

## 설치 근거 및 소관 업무

### 설치 근거
- 「도서관법」 제45조제1항[5]

### 소관 업무
- 도서관의 장애인서비스를 위한 국가 시책 수립 및 총괄
- 장애인서비스를 위한 도서관 기준 및 지침의 제정
- 장애인을 위한 도서관자료의 수집·제작·제작지원 및 제공
- 장애인을 위한 도서관자료의 표준 제정·평가·검정 및 보급 등에 관한 사항
- 장애인을 위한 도서관자료의 공유 시스템 구축 및 공동 활용
- 장애인을 위한 도서관서비스 및 특수설비의 연구·개발 및 보급
- 장애인의 지식정보 이용을 위한 교육 및 문화 프로그램에 관한 사항
- 장애인의 도서관서비스를 담당하는 전문직원 교육
- 장애인의 도서관서비스를 위한 국내외 도서관 및 관련 단체와의 협력
- 그 밖에 장애인에게 필요한 도서관서비스에 관한 업무

## 연혁
- 2007년 5월 2일: 국립장애인도서관지원센터를 개소.
- 2011년 2월 29일: 도서관법 일부 개정법률안 발위(이정현 의원 대표발의)
- 2011년 7월 29일: 도서관법 일부 개정법률안 국회 통과
- 2012년 2월 17일: 도서관법 개정안 공포
- 2012년 8월 18일: 도서관법 시행
- 2012년 9월 24일: 국립장애인도서관 개관식
- 2016년 1월 1일: 국가대체자료공유시스템 서비스 도입
- 2019년 12월 3일: 도서관법 개정(국립장애인도서관 소속을 문화체육관광부 장관으로 변경)
- 2020년 6월 24일: 국립장애인도서관 현판식(문화체육관광부 국립장애인도서관)

## 조직

### 관장
- 지원협력과[6]
- 자료개발과[7]

## 같이 보기
- 국립중앙도서관
- 한국장애인고용공단
- 한국장애인단체총연합회